# Catch My Breath
Catch My Breath (česky popadnout dech) je první píseň americké zpěvačky Kelly Clarkson, z jejího prvního alba největších hitů Greatest Hits: Chapter One, je to první ze třech nových singlů, který byl pro toto album nahrán. Byl propuštěn 10. října 2012. Singl napsala Kelly Clarkson, Jason Halbert, Eric Olson
Kelly singl představila žívě na American Music Awards, VH1 Divas 2012 a v soutěži The Voice.

## Videoklip
Videoklip měl premiéru na Vevo 12. listopadu 2012, hudební video režírovala Nadia Marquard Otzen, ten se natáčel v Londýně hned po zkončení jejího turné Stronger. Video začíná záběrem na Kelly Clarkson stojící ve vodě, zatímco jí vítr fouká do vlasů, ten představuje klid. Ve videu se objevuje a střídá mnoho záběrů na stříkající vodu, planoucí oheň v různých barvách kouře a vodní bubliny.

## Hitparáda
| Země           | Umístění |
| -------------- | -------- |
| Austrálie      | 40       |
| Belgie         | 21       |
| Kanada         | 22       |
| Chorvatsko     | 88       |
| Německo        | 89       |
| Irsko          | 88       |
| Nizozemsko     | 20       |
| Česko          | 72       |
| Slovensko      | 20       |
| Maďarsko       | 63       |
| Mexiko         | 20       |
| Rakousko       | 67       |
| Severní Korea  | 2        |
| Velká Británie | 51       |
| USA            | 19       |